# Фурман, Детлеф
Детлеф Фурман (нем. Detlef Fuhrmann; род. 22 июля 1953, Лютерштадт-Айслебен, Галле) — восточногерманский легкоатлет, выступавший в метании копья. Участник летних Олимпийских игр 1980 года.

## Биография
Детлеф Фурман родился 22 июля 1953 года в восточногерманском городе Лютерштадт-Айслебен (сейчас в Германии).
Выступал в легкоатлетических соревнованиях за «Хемие» из Галле. В 1975 году стал чемпионом ГДР в метании копья, в 1974 и 1979 года завоёвывал серебряные медали.
В 1980 году вошёл в состав сборной ГДР на летних Олимпийских играх в Москве. В метании копья занял 7-е место, показав в финале результат 83,50 метра и уступив 7,70 метра завоевавшему золото Дайнису Куле из СССР.
По специальности радиомеханик.

## Личный рекорд
- Метание копья — 89,46 (31 июля 1980, Потсдам)[1]